# Lance-flammes

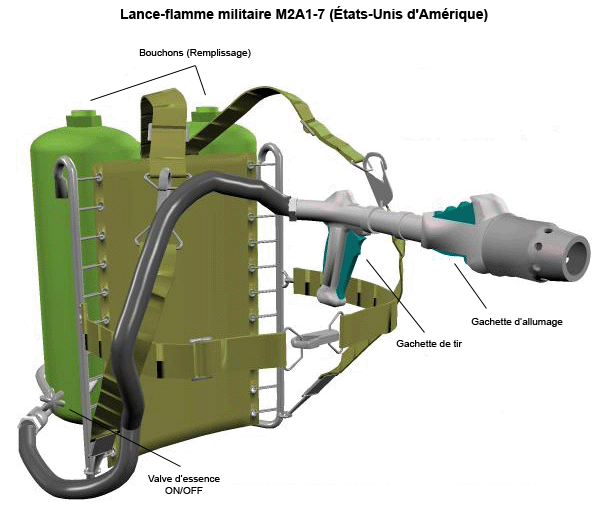
Lance-flammes militaire M2A1-7, États-Unis.

Le lance-flammes est une arme terrestre conçue pour projeter un liquide enflammé, le liquide en question étant généralement un dérivé du pétrole : essence, gazole ou napalm. Cette arme est soit manipulée par un fantassin, soit intégrée à l'armement d'un char. L'effet létal est obtenu soit en arrosant directement la victime de liquide enflammé, soit en l'exposant à une forte chaleur, soit par consommation de l'oxygène dans un espace clos. On compte aussi sur l'effet dissuasif de cette arme, par la terreur que provoque la perspective d'être brûlé vif. L'arme peut également permettre d'incendier des bâtiments ou des véhicules.
L'utilisation du lance-flamme sur des civils, sur des biens civils, ou sur des cibles militaires au sein de concentrations civiles est explicitement interdite par la convention de Genève depuis les années 80,.
Il existe des outils de désherbage à flamme nue utilisant du gaz naturel ou un combustible liquide, mais ces appareils comportent un simple brûleur et aucun système de projection sous pression, ils ne peuvent donc être comparés à un lance-flammes proprement dit. Il existe également des lance-flammes destinés à projeter des flammes lors de spectacles ou d'animations pyrotechniques, mais pour d'évidentes raisons de sécurité, ils émettent des flammes contrôlées, à l'aide d'un brûleur, et non un liquide enflammé.

## Fonctionnement

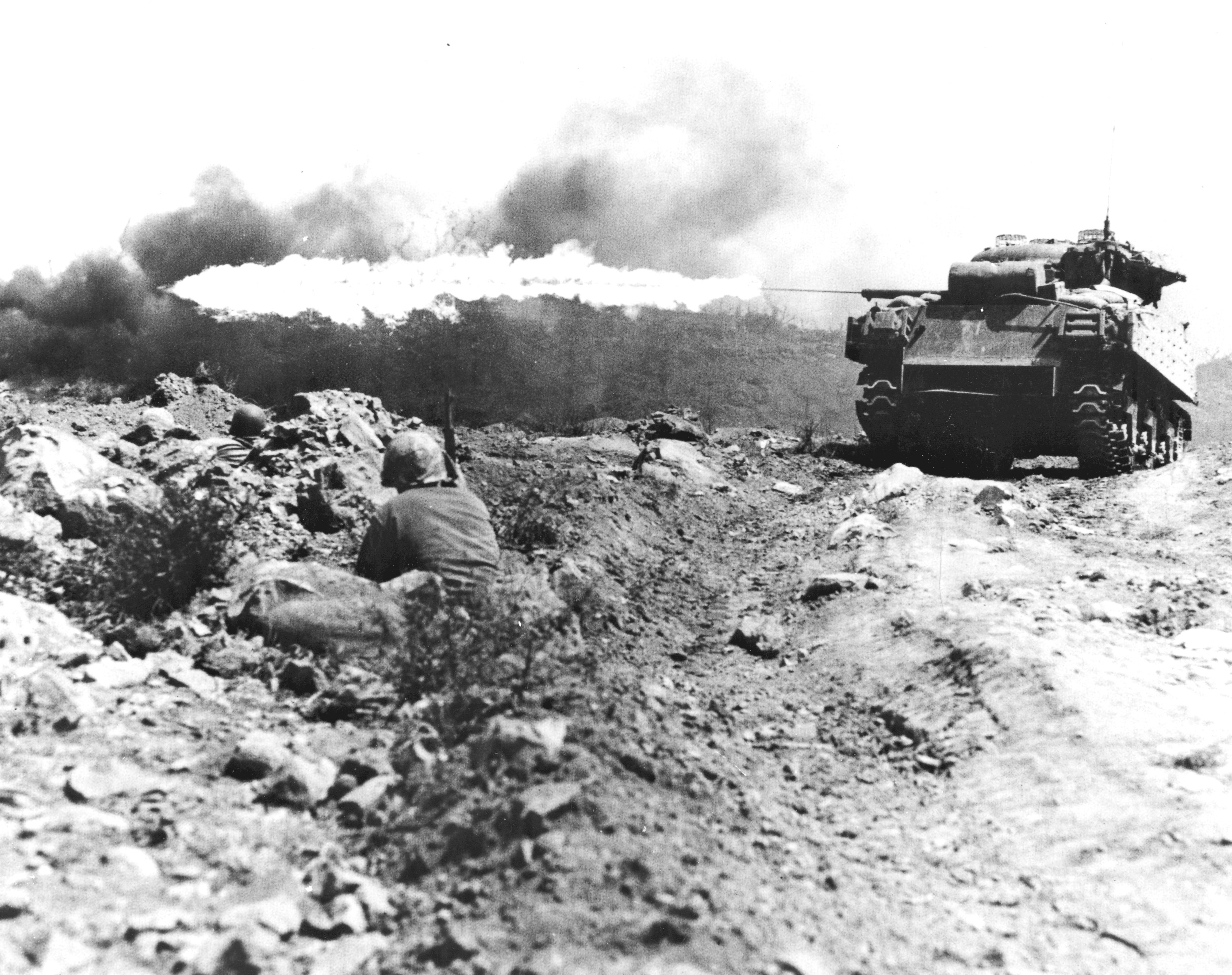
Un char d'assaut lance-flammes Sherman M4 enflamme une défense japonaise.

De nos jours, un lance-flammes est un dispositif portatif qui se compose de deux réservoirs cylindriques portés généralement sur le dos.
Le premier cylindre contient de l'huile inflammable ; le second un gaz pressurisé dans la section inférieure et dans la section supérieure. Certains modèles comportent trois réservoirs : l'huile inflammable est simplement répartie entre deux récipients pour une distribution de poids plus symétrique et des dimensions plus compactes. Il peut également y avoir une petite bouteille de gaz supplémentaire (environ 0,5 l) servant à allumer la flamme d'allumage (appelée aussi veilleuse) si nécessaire.
Grâce à un levier, le gaz force la sortie du liquide inflammable par un tube et une mèche met le feu au dispositif dans un bec en acier.
Les gaz comprimés utilisés sont de l'azote, dioxyde de carbone, propane ou gaz naturel.
Le produit inflammable est lui un dérivé du pétrole : essence, gazole ou napalm.

## Historique

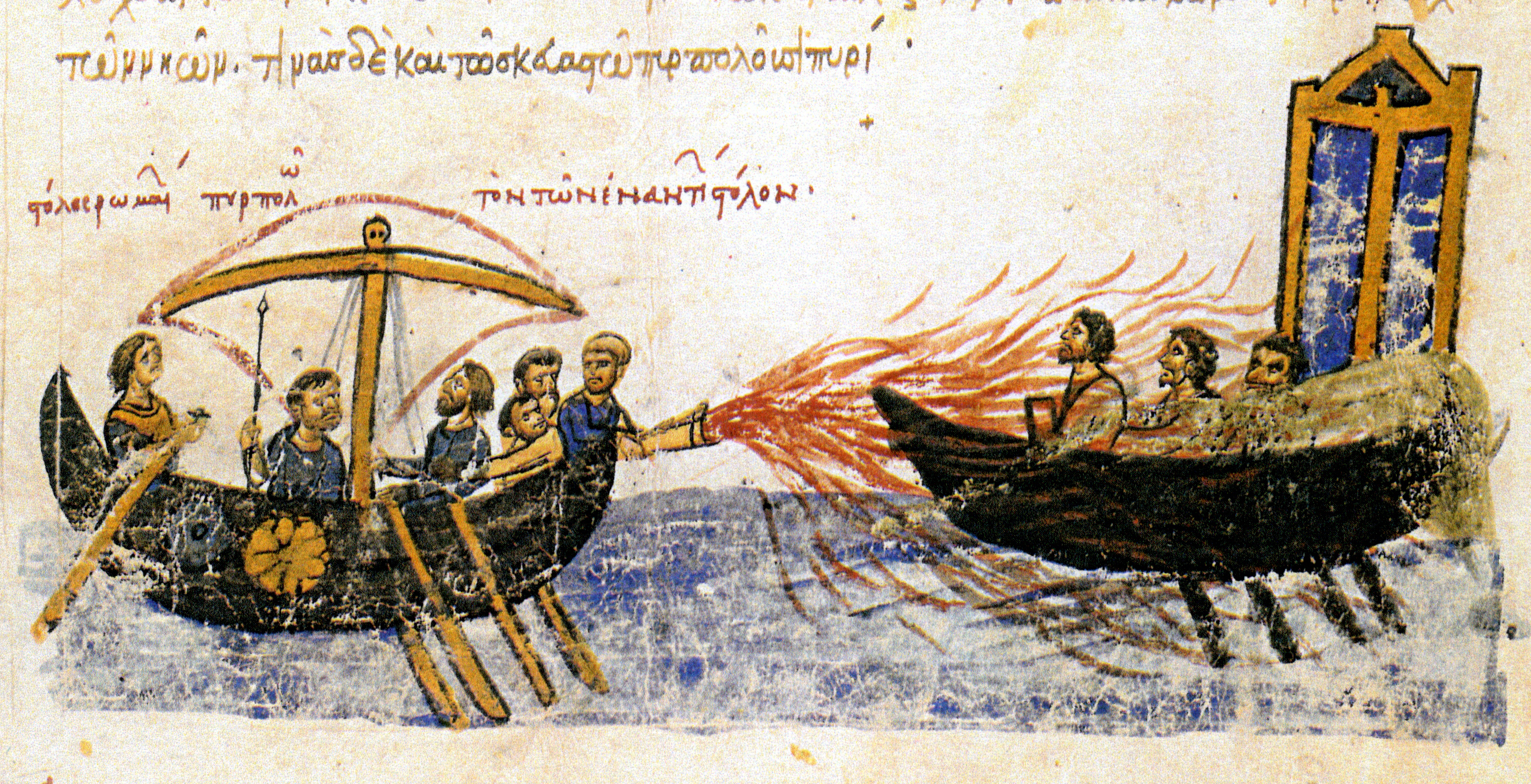
Image du XIIe siècle illustrant l'usage par la marine byzantine de feu grégeois contre la flotte rebelle de Thomas le Slave entre 820 et 823.

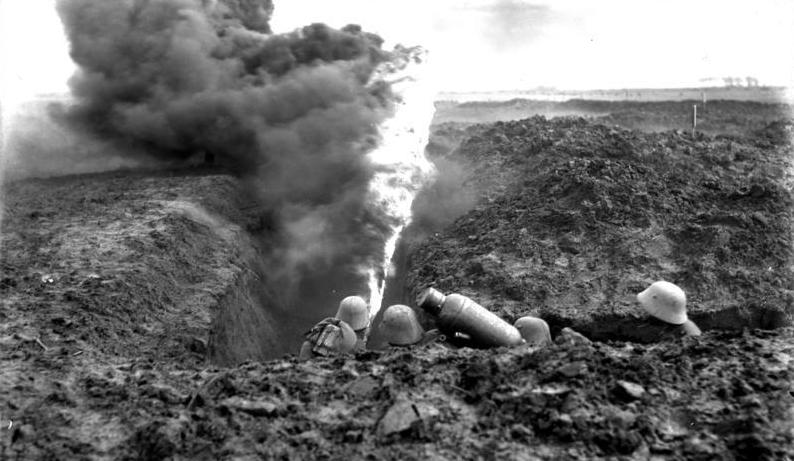
Lance-flammes allemand de la Première Guerre mondiale, photo datée du 4 avril 1917.

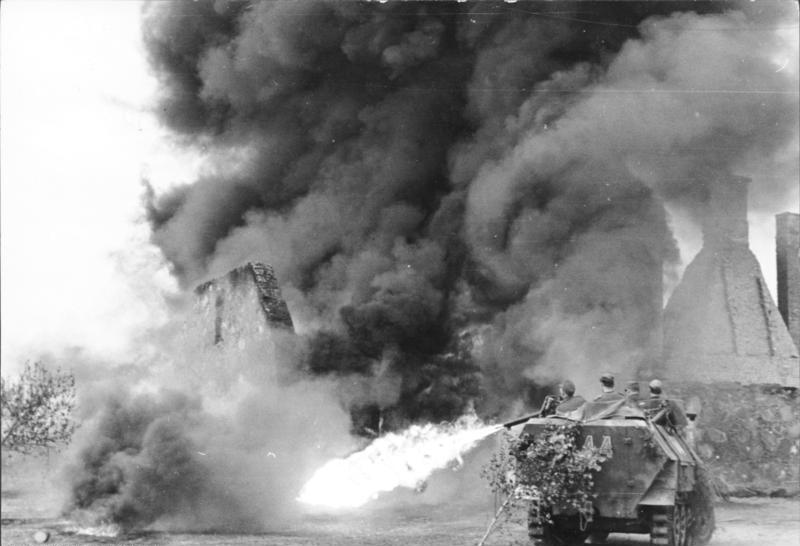
Schützenpanzer Sonderkraftfahrzeug 251 équipé de lance-flammes, en train de détruire un village de Russie centrale en août 1944 au moment de la retraite sur le front de l'Est.

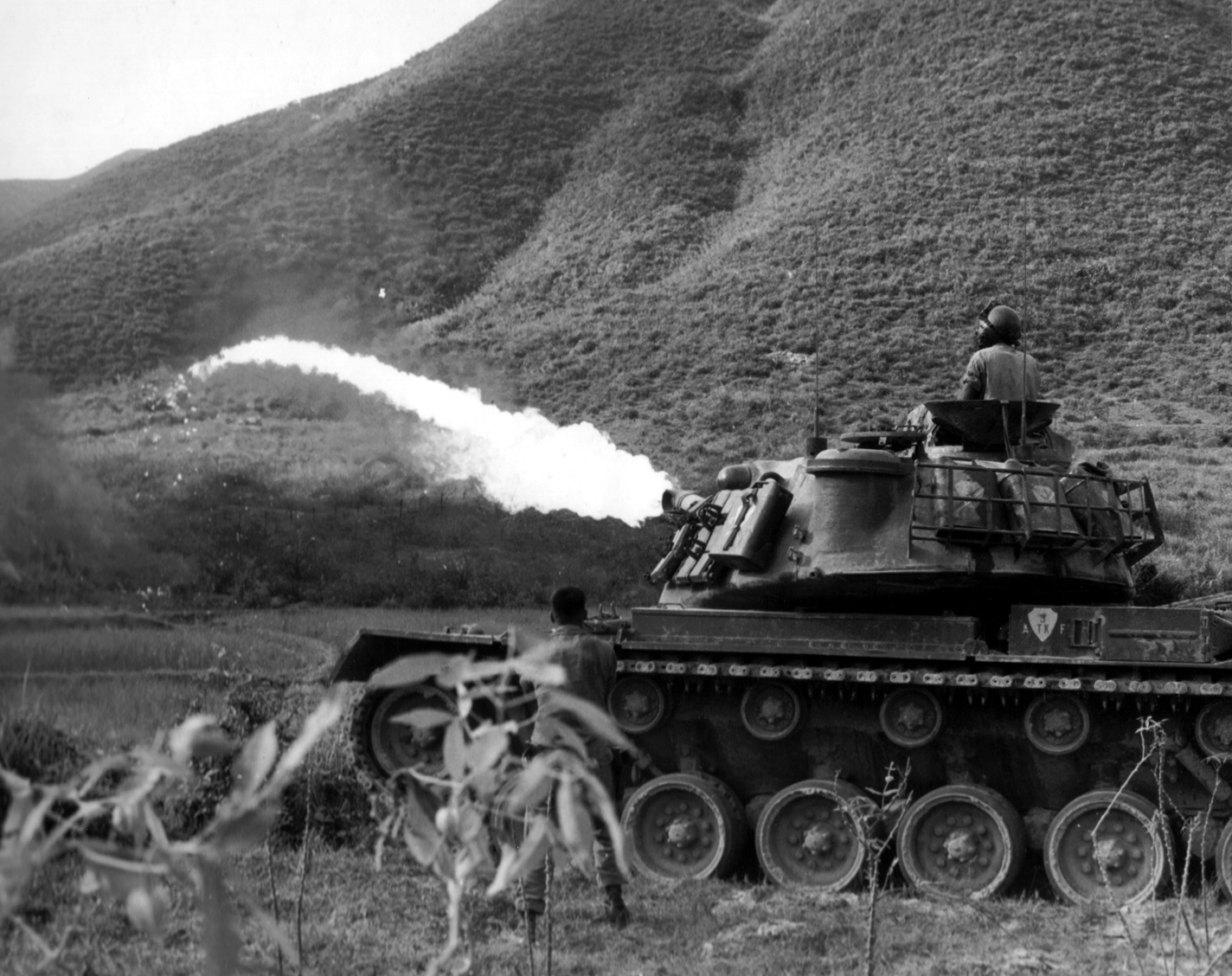
Char M67, une version du char M48 Patton américain, en action pendant la guerre du Viet Nam (1966).

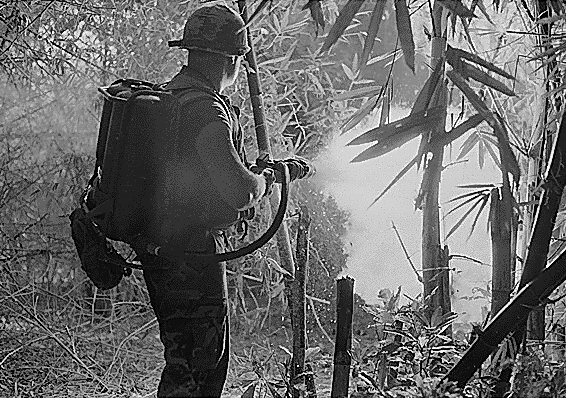
Soldat américain dégageant un passage pendant la guerre du Viet Nam (1970).

### Antiquité et Moyen Âge
Durant l'Antiquité, pendant la guerre du Péloponnèse, les Grecs auraient inventé le premier lance-flamme. Lors de la bataille de Délion, les Béotiens auraient construit une machine de guerre constituée d'un tronc d'arbre creux, d'un soufflet et d'un chaudron rempli de charbon ardent et de goudron. En actionnant le soufflet, la machine projetait de grandes flammes pour incendier les remparts ennemis.
Le premier lance-flammes, dans le sens moderne, est imputé aux Chinois, qui au Xe siècle ont mis au point une machine à « feu continu » lançant un carburant liquide par un système de pompes et mis à feu par une mèche, laquelle fut la première utilisation militaire de la poudre à canon bien avant son utilisation qui lui donna son nom.
Un principe différent mais généralement associé au lance-flammes est le feu grégeois, mentionné au VIIe siècle.

### XXesiècle
Enfin, en Occident, la version moderne du lance-flammes est due aux recherches du scientifique allemand Richard Fiedler, sur une idée du sous-lieutenant des Pionniers Bernhard Reddeman qui introduisit le concept du lance-flammes portatif. Fiedler soumit des modèles d'évaluation de son Flammenwerfer à l'armée allemande en 1901 et déposa des brevets dans divers pays en 1910. Le modèle le plus efficace pouvait projeter un jet enflammé et d'énormes nuages de fumée jusqu’à 18 m, avec une autonomie de deux minutes. C'était un dispositif à tir unique. Le gaz utilisé était de l'azote et le produit inflammable un dérivé du pétrole.
Ce n'est qu'en 1911 que l'armée allemande accepta le dispositif, créant un régiment spécialisé de douze compagnies équipées de Flammenwerferapparate. Malgré cela, l'arme n'a été utilisée lors de la Première Guerre mondiale qu'en février 1915 où elle a été brièvement employée contre les Français, au bois de Malancourt dans la Meuse puis à Verdun (1). Puis, elle ne fut plus utilisée jusqu’à juillet 1916 lorsqu'elle servit contre les tranchées britanniques à Hooge, où elle eut un effet limité mais impressionnant. En effet, l'adversaire fut démoralisé par la crainte de brûler vif et, paniqué, il quitta sa position.
Du côté français, en 1915, cinquante pompiers du corps des sapeurs pompiers de Paris intégrèrent les rangs du 1er régiment de génie français pour tester le lance-flammes français sur une attaque au front le 6 juin 1915 à la butte de Vauquois. Une équipe de sapeurs pompiers du Régiment de sapeurs-pompiers de Paris, formant la compagnie « engins spéciaux » 22/6 du 1er régiment du génie du camp de Satory, venue en renfort avec un matériel d'un usage nouveau, les appareils Schilt, d'une efficacité impressionnante, projette au moyen de lances sur les lignes allemandes environ 3 000 litres d'un mélange liquide composé de 30 % de pétrole et 70 % d'huile légère de houille contenu dans des récipients sous pression, mélange enflammé au moyen de grenades incendiaires. Cette émission de liquide enflammé avait pour but d'appuyer une attaque à hauteur des vestiges de l'église du village. L'effet de souffle produit par l'explosion d'un dépôt de munitions allemand, touché par ce mélange, rabat le liquide enflammé sur les lignes françaises. Les victimes se comptent parmi les sapeurs pompiers et les hommes du 3e bataillon du 31e RI, présents dans les tranchées. Une vingtaine d'entre eux moururent brûlés. Ainsi, par manque d'expérience, à cause d'un vent contraire et d'une cible plus élevée, cela fut un échec. Par métonymie, les compagnies du Génie spécialement équipées de ce type de matériel, seront ensuite dénommées « Compagnies Schilt ». Le drapeau des sapeurs pompiers de Paris porte l'inscription Vauquois.
On découvrit que l'arme avait certains inconvénients : elle était encombrante et difficile d'utilisation et pouvait seulement être utilisée depuis une tranchée, limitant ainsi son utilisation sûre aux secteurs où les tranchées adverses étaient distantes de 18 m, ce qui n'était pas commun. Les opérateurs de lance-flammes étaient extrêmement vulnérables, et n'étaient que rarement faits prisonniers, particulièrement quand leurs cibles survivaient. Les Britanniques et les Français essayèrent leurs propres systèmes de lance-flammes mais les abandonnèrent très vite. Cependant, l'armée impériale allemande a continué à les déployer tout au long de la guerre et ils ont été utilisés à plus de 300 occasions, habituellement par équipes de six lance-flammes.

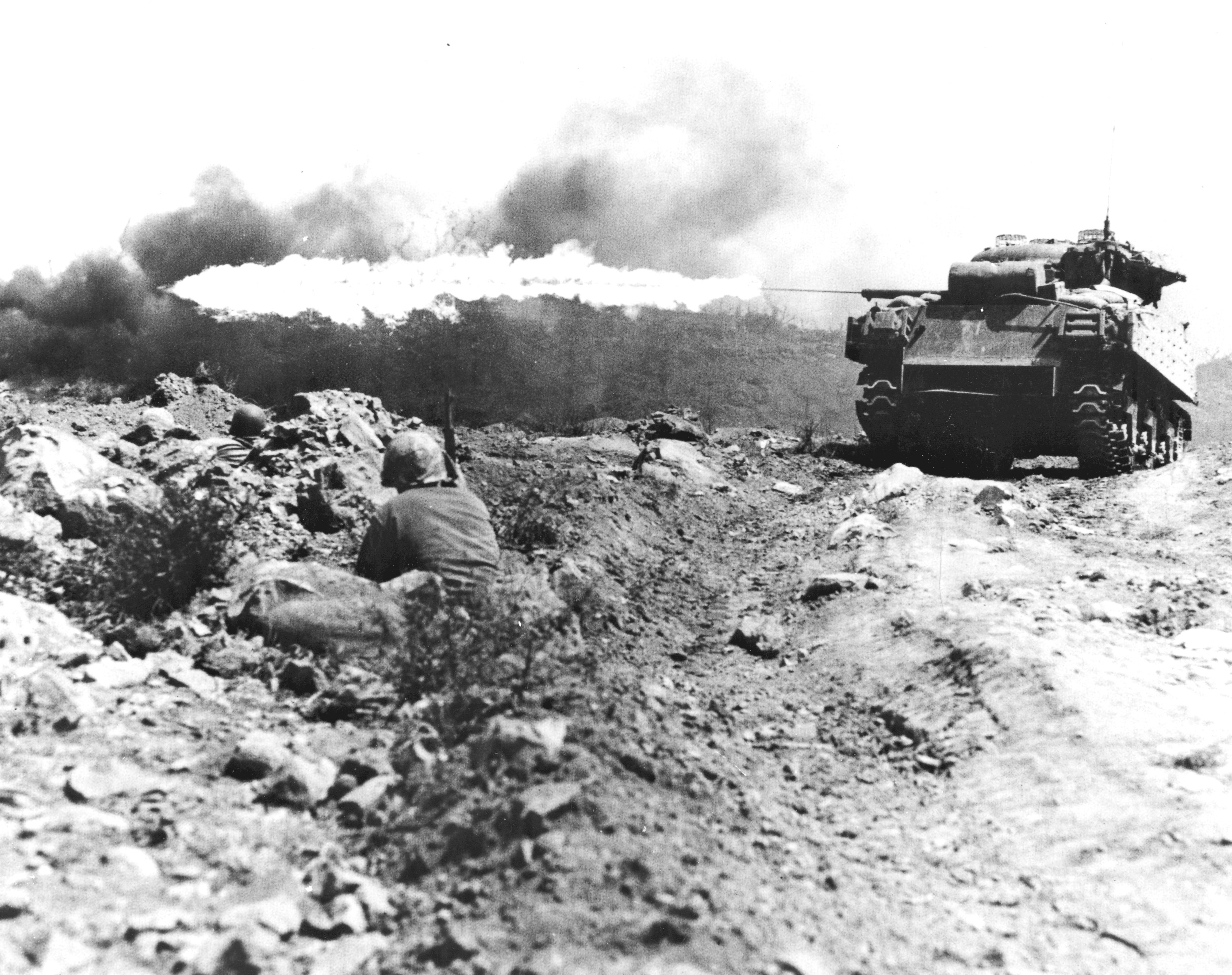
M4A3R3 avec lance-flammes Ronson durant la bataille d'Iwo Jima.

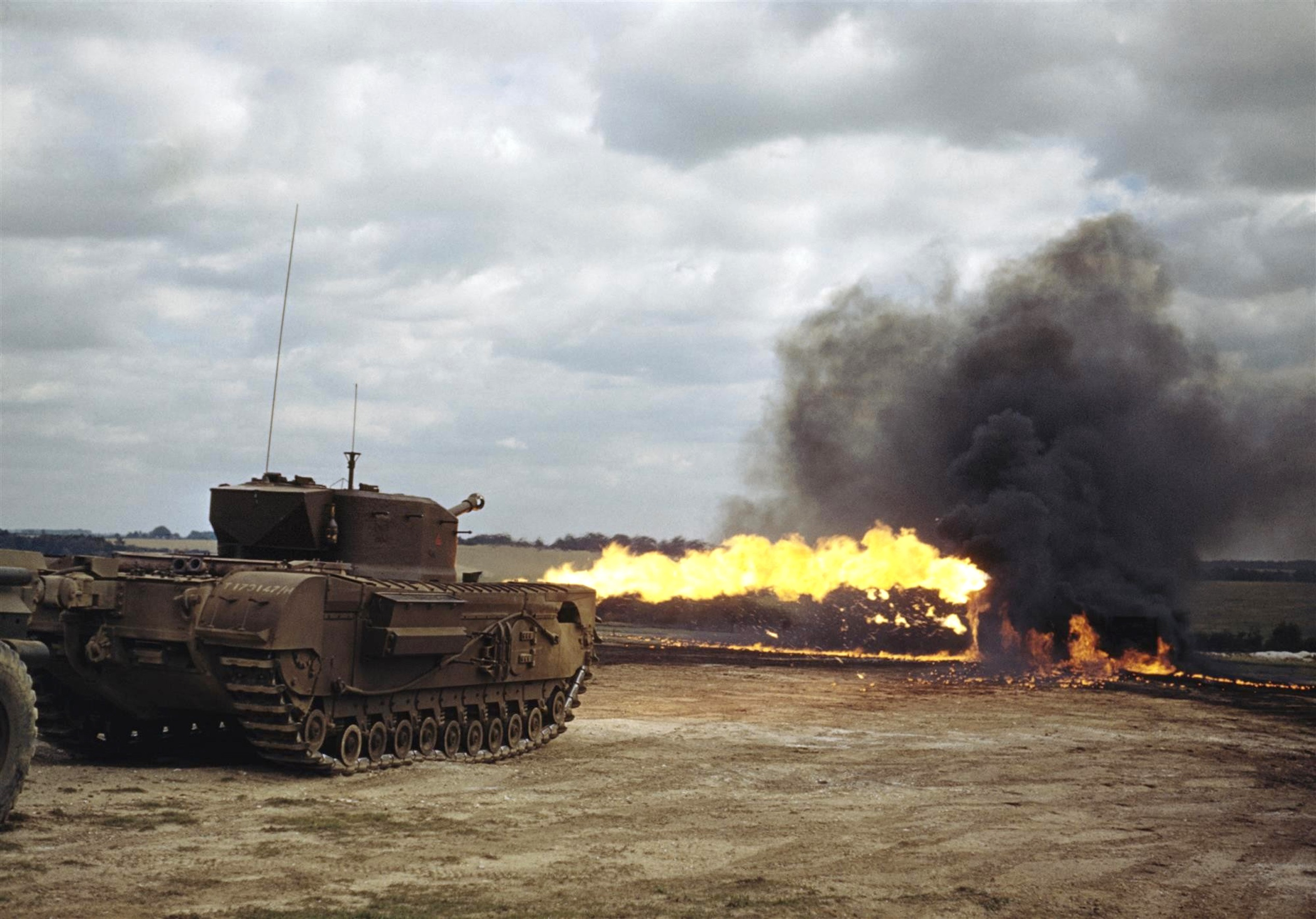
Char Churchill Crocodile.

Des lance-flammes ont été utilisés intensivement pendant la Seconde Guerre mondiale. La vulnérabilité des opérateurs à pied couplée à la courte portée de l'arme ont imposé des tests sur des systèmes embarqués par char d'assaut (appelé dans ce cas des « Chars d'assaut lance-flammes »). Les marines américains utilisèrent le lance-flammes M2A1-7 et le trouvèrent particulièrement utile pour nettoyer les tranchées et les souterrains japonais lors des affrontements dans le Pacifique. Là où les Japonais étaient indélogeables car retranchés profondément, les flammes ne pouvaient pas les atteindre mais consommaient l'oxygène, provoquant la suffocation. Les marines ont par la suite cessé d'employer leur M2-2 avec l'arrivée de la variante M4A3R3 Flamethrower doté du système Ronson du char d'assaut Sherman M4. Les lance-flammes sont aussi efficaces contre les véhicules blindés. Ils ont été également utilisés pour dégager les bunkers et les blockhaus lors de la bataille de Normandie (Opération Overlord) en 1944. Les Allemands ont considérablement utilisé leurs lance-flammes (dont le premier modèle engagé est le Flammenwerfer 35) pendant l'invasion de l'Europe de l’Ouest mais cette arme fut bientôt limitée aux opérations de représailles. Cependant, sur le front de l'Est, son utilisation sur le champ de bataille continua jusqu’à la fin de la guerre dans le cadre de la stratégie de la « terre brûlée ».
L'arme est utilisée ensuite dans divers conflits de la guerre froide dont ceux de Corée et du Vietnam où les forces américaines employèrent leur dernier lance-flammes portable, le M9A1 dérivé du M2A1. La dernière utilisation par l’armée française de cette arme a lieu en 1988 lors d’un assaut pendant la prise d'otages d'Ouvéa en Nouvelle-Calédonie, pour neutraliser une mitrailleuse.
Délaissé depuis les années 1970/1980, le lance-flammes est remplacé dans la plupart des armées par les armes thermobariques.
Jusqu'à la signature du Protocole sur l'interdiction ou la limitation de l'emploi des armes incendiaires (Protocole III). Genève, 10 octobre 1980, par Paris en 2002, l'armée de terre française disposait de capacités lance-flamme au sein des unités de combat du génie comme le 13e régiment du génie.

## Lance-flammes militaires

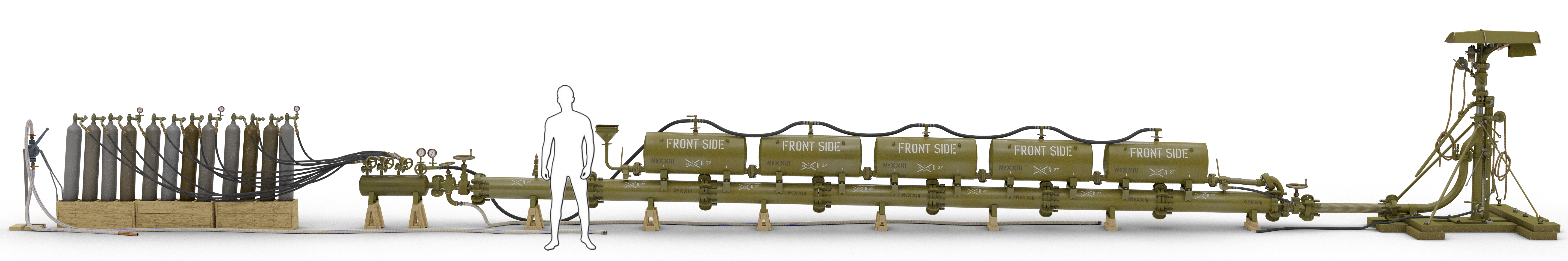
Lance-flammes géant utilisé par les Britanniques durant la Première Guerre mondiale (Grand lance-flammes de Livens).

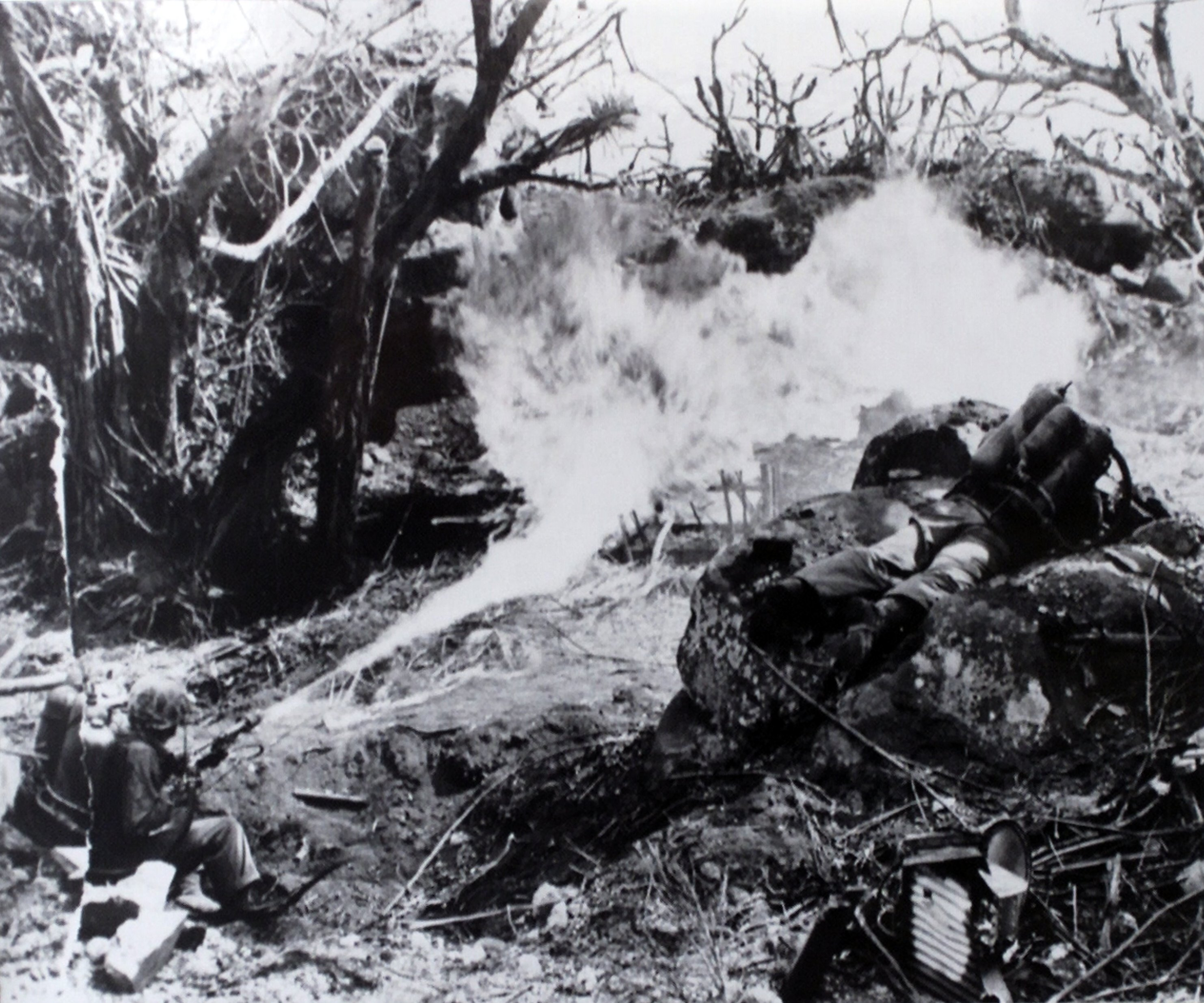
Soldat américain utilisant un lance-flammes dans la jungle de Tarawa pendant la Seconde Guerre mondiale (1943).

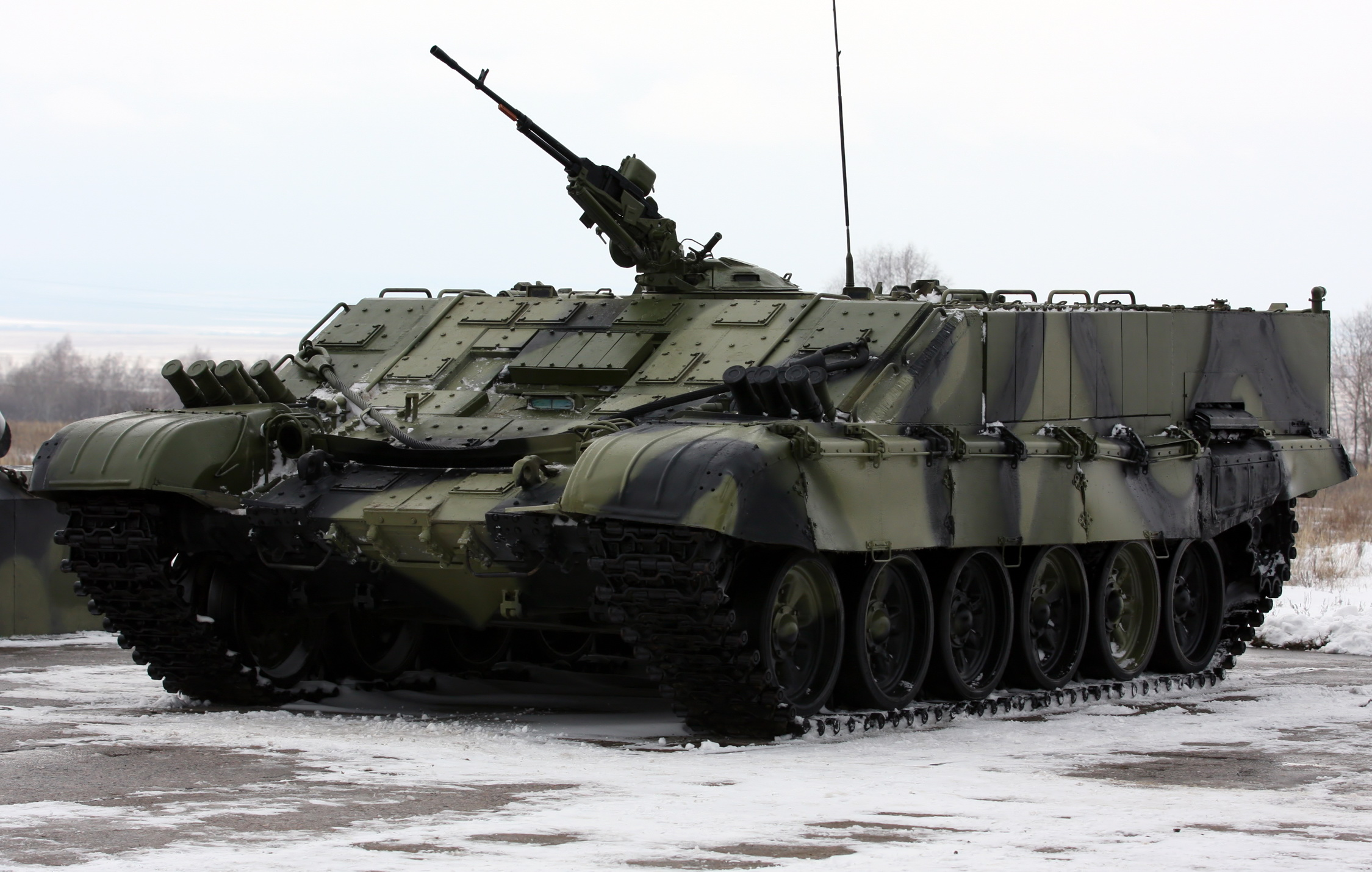
Char lance-flammes BMO-T russe.

Lance-flammes militaires utilisés pendant la Première Guerre mondiale :   
- Kleif 1912 (kleiner Flammenwerfer), 32 kg, 16 L, 15 m, Allemagne
- Grof 1912 (großer Flammenwerfer), 35 m, Allemagne
- L1, 120 kg, 80 L, 25 m, fixe, France
- L1 bis, 85 kg, 80 L, 25 m, 360 exemplaires, France
- L2, 55 kg, 25 m, France
- L3, 32 kg, 16 L, 16 m, portable, France
- L3 bis, 32 kg, 16 L, 20 m, France
- P3, 25 kg, 20 m, 1 430 exemplaires, France
- P4, 19 kg, France
- Livens Large Gallery Flame Projector, 2 500 kg, 17 m de long, flammes à 30 ou 40 mètres (100 pieds), fixe (Tunnel), Royaume-Uni

Exemples de lance-flammes militaires utilisés pendant la Seconde Guerre mondiale :
- Système portatif individuel : 
  - Flammenwerfer 35 et Flammenwerfer 41, Allemagne
  - Lifebuoy Mark I, Royaume-Uni
  - M2A1-7 M2 flamethrower, États-Unis
  - Lance-flammes 42, Suisse
  - ROKS-2, URSS

- Système monté sur véhicule :
  - M4A3R3 Flamethrower, variante du Sherman M4, États-Unis[8]
  - Variante du LVT-A1, avec lance-flammes E7[9]
  - Char Churchill Crocodile (fait partie des « Hobart's Funnies »), Royaume-Uni
  - Murray FT et Frog, variantes du char Matilda, Royaume-Uni et Australie
  - Badger, char Ram adapté avec un lance-flamme, Canada
  - Mark II FT, variante du char léger Mark, Allemagne
  - Variante Flammpanzer du chasseur de char Jagdpanzer 38(t) d'origine tchèque (Škoda), Allemagne
  - SdKfz 122, variante du char Panzer II, Allemagne
  - SdKfz 251/16, variante du blindé semi-chenillé SdKfz 251, Allemagne
  - Flammpanzer I, II et III, Allemagne
  - Variante du char léger Fiat L6/40, Italie
  - OT-28, variante du Char T-28, URSS
  - OT-26, OT-130, OT-133, OT-134, variantes du Char T-26, URSS
  - OT-34, variante du Char T-34, URSS
  - Variante du Char T-35, URSS
  - BMO-T russe sur châssis T-72

## Détention privée

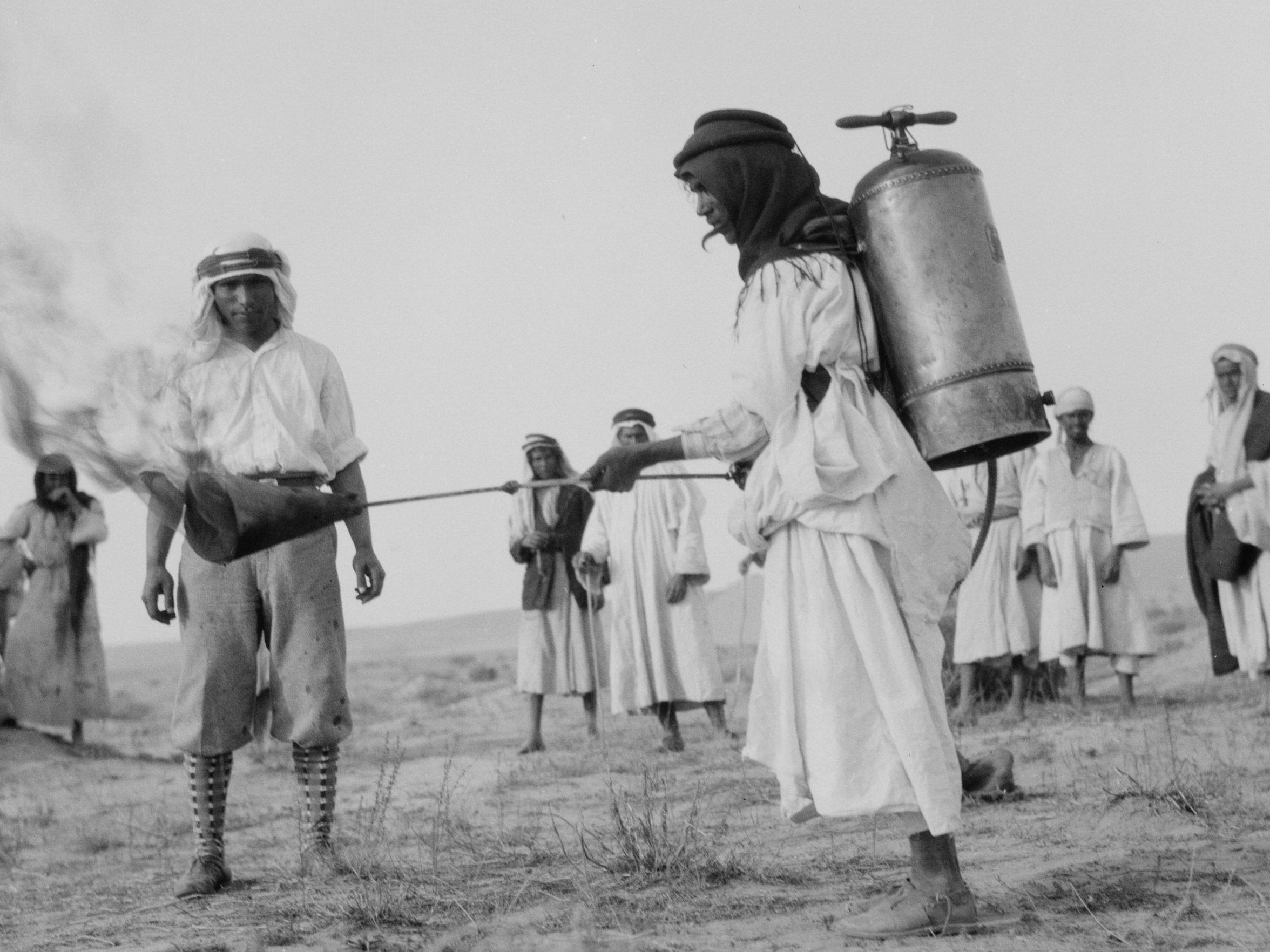
Lance-flammes en 1930 utilisé par des paysans pour la destruction de locustes en Palestine.

### Canada
Selon l'avocat criminaliste canadien Fady Mansour, la simple possession d'un lance-flammes n'est pas régie par le régime canadien de contrôle des armes à feu parce que le Code criminel définit une arme à feu comme étant quelque-chose qui a un canon et qui décharge un projectile. Or, explique-t-il, les lance-flammes ont un canon mais n'ont pas de projectile, et aucune balle ne sort du canon. Cependant, il peut y avoir des nuances importantes à cet égard, par exemple l'importation de lance-flammes militaires est interdite mais l'importation de lance-flammes commerciaux par des civils ne l'est pas. D'autre part, il y aurait un risque non négligeable qu'un policier qui ne comprend pas toutes les subtilités de la loi procède par erreur à l'arrestation de quelqu'un qui possède légalement un lance-flammes.

### États-Unis
Aux États-Unis, aucune loi fédérale ne restreint la détention légale à titre privé de cette arme, mais celle-ci peut être limitée au niveau de l'État.
Elon Musk, fondateur de la société Tesla, a commercialisé début 2018 un « non lance-flammes » pour 500 dollars aux États-Unis qui s'est vendu à 20 000 exemplaires en quelques jours, afin de lever des fond pour son projet de transports souterrains : The Boring Company. Très peu efficace comparé à une arme véritable, le dispositif n'est en réalité qu'un chalumeau dans une coque plastique de jouet air-soft et n'est donc pas classifié comme une arme à feu, d’où son nom excentrique.

### Union européenne
Au sein de l'Union européenne, les lance-flammes sont soumis aux lois de contrôle concernant les armes de guerre et il est impossible pour un civil d'en acquérir légalement.